# Optima (lettertype)
Optima is een schreefloos lettertype ontworpen door Hermann Zapf in de periode 1952-1955 voor de lettergieterij D. Stempel AG in Frankfurt.

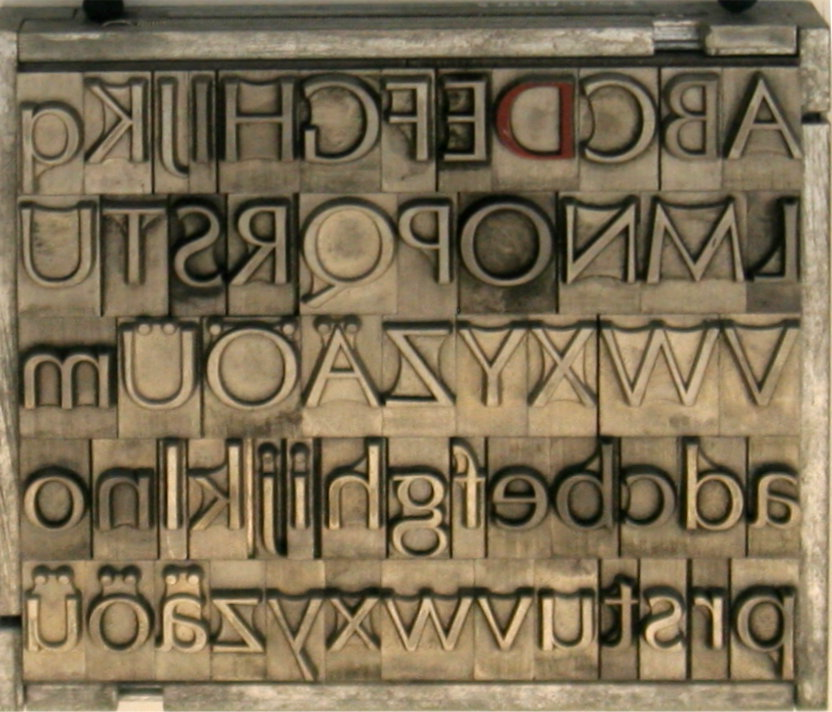
Zetsel van het lettertype Optima.